# Homoglykane

Struktur-Ausschnitt aus Glykogen; jeweils links und rechts eine Maltose-Untereinheit

Homoglykane oder Homopolysaccharide sind im Gegensatz zu den Heteroglykanen aus gleichartigen Monosacchariden aufgebaute Polysaccharide oder Oligosaccharide, zusammengefügt aus einer einzigen Sorte von Einfachzuckern.
Die biochemisch wichtigsten Homoglykane sind Glykogen (Eigensynthese, Fleisch), sowie Stärke (Getreide) und Zellulose (als Ballaststoff, Gras, Salat) aus Pflanzen und das Chitin als Gerüstsubstanz bei Gliederfüßern und Pilzen.

## Eigenschaften einiger Homoglykane
Glykogen ist aus Glucose- bzw. Maltose-Einheiten (Glucosedimer) zusammengesetzt, Hauptspeicherort sind Muskel und Leber. Stärke untergliedert sich in die unverzweigte Amylose und das verzweigte Amylopektin. Die Amylose, deren Anteil etwa 20 % beträgt, besteht aus α-1-4-verknüpfter, nicht-verzweigter Glucose. Die Primärstruktur ist eine Helix, durch Iodeinlagerung erfolgt ein Farbumschlag nach blau. Dies ist der Amylose- und damit Stärkenachweis. Es wird im Verdauungstrakt zunächst in Disaccharideinheiten (die Maltose) zerlegt. Das Amylopektin weist durchschnittlich nach etwa 25 Glucosemolekülen eine Verzweigung auf. Die Verkettung erfolgt über α-1-4-bindungen, Abzweigungen durch eine α-1-6-Seitenkette mit Isomaltose als Grundelement.
Die Cellulose hingegen ist β-1-4 verknüpft und kann daher vom humanen Organismus nicht abgebaut werden.

## Vertreter
Homoglykane kommen in der Natur in nahezu alle Lebewesen vor und bilden Gerüst- (Chitin, Cellulose) und Speicherstoffe (Stärke, Glykogen).
Verschiedene Homoglykane aus Bakterien
- Curdlan aus Alcaligenes faecalis var. myxogenes
- Dextran aus Leuconostoc mesenteroides, Leuconostoc dextranicum und Lactobacillus hilgardii
- Glucuronan aus Sinorhizobium meliloti
- Lentinan aus Lentinus elodes
- Laevan aus Alcaligenes viscosus, Zymomonas mobilis und Bacillus subtilis
- Mutan aus Streptococcus mutans
- Pullulan aus Aureobasidium pullulans
- Scleroglucan aus Sclerotium rolfsii, Sclerotium delphinii und Sclerotium glucanicum
- Schizophyllan aus Schizophyllum commune
- Cellulose aus Acetobacter xylinum (und aus Pflanzen)

Verschiedene Homoglykane aus Pilzen
- Chitosan aus Mucorales
- Chitin aus verschiedenen Pilzen und Gliedertiere
- Pleuran aus Pleurotus ostreatus
- Zymosan aus Hefen

Ein Homoglykan aus Euglenophyceen und Kalkalgen
- Paramylon

Verschiedene Homoglykane aus Algen
- Chrysolaminarin aus Laminaria sp.
- Laminarin aus Laminaria sp.

Verschiedene Homoglykane aus Pflanzen
- Amylose
- Amylopektin
- Callose
- Lichenin
- Sinistrin
- Cellulose